# USM Khenchela
Union sportive de la Médina Khenchela (în arabă الإتحاد الرياضي لمدينة خنشلة), cunoscută ca USM Khenchela sau simplu USMK, este un club de fotbal algerian care reprezintă orașul Khenchela în competițiile fotbalistice. În prezent echipa concurează în prima ligă, primul nivel fotbalistic din Algeria.